# 海侵
海侵（marine transgression），又称海进，是一種地質事件，指在相对短的地史时期内因海面上升或陆地下降，造成海水对大陆区侵进的地质现象。在此期間，海平面相對於陸地上升，海岸線向高地移動，從而導致洪水。海侵可由陸地下沉或洋盆水容量减少引起。可能由造山運動等構造事件、冰期等嚴重氣候變化或冰或沉積物移除後的均衡調整引起。
海侵成因包括：气候变化导致冰川融化，海面上升，造成全球性海侵；地球自转速度加快，赤道地区海侵，速度减慢，两极地区海侵；構造運動導致洋中脊扩张加快、体积增大，可在两岸地区发生海侵；地球膨胀也會导致全球性海侵。在白堊紀期間，海底擴張形成了相對較淺的大西洋盆地，而較深的太平洋盆地則被抬升。這降低了世界海洋盆地的容量，並導致全球海平面上升。由於海平面上升，海洋完全侵入北美中部，形成了從墨西哥灣到北冰洋的海域。
沉積相變化可能表明海侵和海退，並且通常很容易識別，因為沉積每種類型沉積物所需的獨特條件。例如，粗粒碎屑（如砂）通常沉積在近岸高能環境中；然而，細顆粒沉積物，如淤泥和碳酸鹽泥，則沉積在較遠的近海、較深的低能水域中。因此，當從近岸相（如砂岩）到近海相（如泥灰岩），從最古老的岩石到最年輕的岩石發生變化時，海侵會在沉積柱中顯現出來，它们的上层经常表现为侵蚀不整合面。通常海侵是海水逐渐向时代较老的陆地风化剥蚀面上推进的过程。一个海侵面就是一个不整合面，也是一个典型的穿时面。海侵常形成地层的海侵序列，其沉积物自下而上，由粗变细或由碎屑岩变为碳酸盐岩，沉积时的海水由浅变深，陆相沉积逐渐演变成海陆交互相沉积，继续演变成海相沉积，海侵后海相沉积岩层比海侵前陆相沉积岩层面积大。